# Liste der Baudenkmale in Ehrenburg (Niedersachsen)
In der Liste der Baudenkmale in Ehrenburg (Niedersachsen) sind alle Baudenkmale der niedersächsischen Gemeinde Ehrenburg aufgelistet. Die Quelle der Baudenkmale ist der Denkmalatlas Niedersachsen. Der Stand der Liste ist der 23. März 2021.

## Allgemein
In den Spalten befinden sich folgende Informationen:
- Lage: die Adresse des Baudenkmales und die geographischen Koordinaten. Kartenansicht, um Koordinaten zu setzen. In der Kartenansicht sind Baudenkmale ohne Koordinaten mit einem roten Marker dargestellt und können in der Karte gesetzt werden. Baudenkmale ohne Bild sind mit einem blauen Marker gekennzeichnet, Baudenkmale mit Bild mit einem grünen Marker.
- Bezeichnung: Bezeichnung des Baudenkmales
- Beschreibung: die Beschreibung des Baudenkmales. Unter § 3 Abs. 2 NDSchG werden Einzeldenkmale und unter § 3 Abs. 3 NDSchG Gruppen baulicher Anlagen und deren Bestandteile ausgewiesen.
- ID: die Objekt-ID des Baudenkmales
- Bild: ein Bild des Baudenkmales, ggf. zusätzlich mit einem Link zu weiteren Fotos des Baudenkmals im Medienarchiv Wikimedia Commons. Wenn man auf das Kamerasymbol klickt, können Fotos zu Baudenkmalen aus dieser Liste hochgeladen werden:

## Schmalförden

### Gruppe: Domäne Ehrenburg
Die Gruppe „Domäne Ehrenburg“ hat die ID 34627486.

| Lage                                     | Bezeichnung     | Beschreibung                  | ID       | Bild |
| ---------------------------------------- | --------------- | ----------------------------- | -------- | ---- |
| Hauptstraße 7 52° 45′ 2″ N, 8° 41′ 40″ O | Wohnhaus        | Pächterwohnhaus der Domäne    | 34434252 |      |
| Hauptstraße 7 52° 45′ 2″ N, 8° 41′ 36″ O | Remise          |                               | 34434371 |      |
| Hauptstraße 7 52° 45′ 2″ N, 8° 41′ 38″ O | Stall           |                               | 34434325 |      |
| Hauptstraße 7 52° 45′ 1″ N, 8° 41′ 39″ O | Brunnen         |                               | 34434415 |      |
| Hauptstraße 7 52° 45′ 3″ N, 8° 41′ 39″ O | Spritzenhaus    |                               | 34434281 |      |
| Hauptstraße 7 52° 45′ 3″ N, 8° 41′ 41″ O | Stall           | Feuerungsstall, ehem., Domäne | 34434303 |      |
| Hauptstraße 7 52° 45′ 2″ N, 8° 41′ 41″ O | Wasch-/Backhaus |                               | 34434347 |      |
| Hauptstraße 7 52° 45′ 0″ N, 8° 41′ 41″ O | Wohnhaus        | Tagelöhnerwohnhaus, Domäne    | 34434393 |      |

### Einzelbaudenkmale
| Lage                                        | Bezeichnung         | Beschreibung | ID       | Bild           |
| ------------------------------------------- | ------------------- | --- | -------- | -------------- |
| Hauptstraße 11 52° 44′ 54″ N, 8° 42′ 16″ O  | Wohnhaus            | | 34434501 |                |
| Kirchplatz 52° 44′ 32″ N, 8° 41′ 45″ O      | Kirche              | Die evangelische Kirche St. Nicolai Schmalförden stammt aus dem dritten Viertel des 13. Jahrhunderts. Es ist ein Saalbau im Stil der Frühgotik mit einem eingezogenem, quadratischen Chor und einem verputzten Westturm. Der Westturm wurde 1755 hinzugefügt. | 34434437 | Weitere Bilder |
| Schmalförden 12 52° 44′ 33″ N, 8° 41′ 43″ O | Wohn-/Geschäftshaus | | 34434478 |                |
| Schmalförden 14 52° 44′ 30″ N, 8° 41′ 41″ O | Speicher            | | 34434458 |                |